# Arichanna diffusaria
Arichanna diffusaria är en fjärilsart som beskrevs av John Henry Leech 1897. Arichanna diffusaria ingår i släktet Arichanna och familjen mätare. Inga underarter finns listade i Catalogue of Life.